# Skórka pomarańczy (album)
Skórka pomarańczy – album Martyny Jakubowicz wydany w 1998.

## Lista utworów
1. "Skóra biała jak śnieg" – 4:00
2. "Rudzi, łysi i cykliści" – 4:01
3. "Bardziej niż kochanie" – 4:38
4. "Trutu-tutu" – 2:28
5. "Pin-up Man" – 3:24
6. "Nad rzeczką" – 3:56
7. "Wejdę na górę" – 4:51
8. "Skórka pomarańczy" – 3:17
9. "Trawa szepcze na wietrze" – 5:16
10. "Skóra biała jak śnieg – finał" – 5:31

## Muzycy
- Martyna Jakubowicz – śpiew, gitara akustyczna
- Dariusz Chociej – gitara
- Jarek Chilkiewicz – gitara
- Krzysztof Głuch – instrumenty klawiszowe
- Leszek Biolik – gitara basowa, gitara, śpiew
- Kuba Majerczyk – perkusja, instrumenty perkusyjne